# Акжар (Аршалинський район)
Акжа́р (каз. Ақжар) — село у складі Аршалинського району Акмолинської області Казахстану. Входить до складу Булаксайського сільського округу.
Населення — 95 осіб (2021; 182 у 2009, 216 у 1999, 172 у 1989).
Національний склад станом на 1989 рік:
- німці — 56 %.

До 2001 року село називалося Зоря.